# Vladimír Pikora
Vladimír Pikora (* 3. srpna 1977 Praha) je český politik, analytik finančních trhů a makroekonom. Působil jako ekonom vlastní poradenské společnosti Next Finance, kterou založila jeho manželka Markéta Šichtařová. Od roku 2021 má vlastní investiční společnost Pikora Invest, s níž už nemá Markéta Šichtařová nic společného.

## Život
Vystudoval Národohospodářskou fakultu VŠE v Praze, kterou zakončil doktorátem. V letech 2000 až 2005 působil ve Volksbank CZ na pozici ekonoma, v letech 2005 až 2006 v pozici hlavního ekonoma. Od roku 2006 do roku 2021 působil jako hlavní ekonom poradenské společnosti Next Finance, s.r.o., kterou založila jeho manželka a ve které byl současně jednatelem a společníkem. Od června 2015 do července 2018 byl členem dozorčí rady České exportní banky. Od roku 2021 působí ve společnosti Pikora Invest. Studuje vývoj penzijních systémů a čtvrté průmyslové revoluce. Ve svých přednáškách a publikacích se zaměřuje na vliv technologií na ekonomiku a společnost. Věnuje se výuce finanční gramotnosti na základních školách. Pravidelně píše ekonomické názory pro Reflex. Je členem České společnosti ekonomické, kde působil jedno volební období i ve vedení.
Je ženatý s ekonomkou Markétou Šichtařovou, má s ní sedm dětí. Jsou v rozvodovém řízení. Společně napsali několik publikací a poukazují na různé ekonomické problémy. Mimo jiné na problémy důchodové reformy (2011) a na její případné dopady na obyvatele. Je odpůrcem povinného spoření v penzijních fondech.
Vladimír Pikora se hlásí k pravicovému a konzervativnímu pohledu na ekonomická a politická témata. Zvláště jeho hypotéza, že ekonomiky zemí eurozóny a částečně i ČR se od roku 2008 permanentně nachází ve stavu specifického typu krizového vývoje, který sice kvalitativně vykazuje všechny znaky ekonomického rozvratu, ale současně je z důvodu silně expanzívní monetární politiky a kvantitativního uvolňování centrální banky maskován falešným růstem HDP, je částí ekonomů a komentátorů z etatistické pozice často napadána.[zdroj?] Na základě své hypotézy, že kvantitativní uvolňování centrálních bank po roce 2008 má mohutný dopad do specifického typu inflace projevující se pouze v cenách finančních aktiv, často vystupuje proti spoření v penzijních fondech, naopak propaguje investice do reálných aktiv typu drahé kovy nebo nemovitosti.[zdroj?] Tyto postoje je možno označit za monetarismus.
Vladimír Pikora je často terčem posměchu některých analytiků, například analytického webu Manipulátoři.cz nebo Šťastné pondělí Jindřicha Šídla, za velice nespolehlivý odhad ekonomického cyklu. Příchod nové ekonomické krize podobného typu jako z let 2008–9 předpovídal kontinuálně už roce 2015, v roce 2017 nebo v roce 2018. Pikora své tvrzení vysvětluje slovy, že finanční krize od roku 2008 vlastně nikdy neskončila, protože její symptomy jsou překrývány kvantitativním uvolňováním centrální banky.
Ve volbách do Evropského parlamentu v červnu 2024 kandidoval jako nestraník za stranu Motoristé sobě na 6. místě kandidátky uskupení „PŘÍSAHA a MOTORISTÉ“. Získal 7 604 preferenčních hlasů a stal se tak pátým náhradníkem. Ve sněmovních volbách v roce 2025 je lídrem kandidátní listiny Motoristů sobě v Ústeckém kraji.

## Dílo
- Všechno je jinak aneb Co nám neřekli o důchodech, euru a budoucnosti, Praha : Grada, 2011, ISBN 978-80-247-4207-6; napsal spolu se svou manželkou Markétou Šichtařovou.
- Nahá pravda aneb Co nám neřekli o našich penězích a budoucnosti, Praha : NF Distribuce, 2012 ISBN 978-80-260-2811-6; napsal s Markétou Šichtařovou.
- Lumpové a beránci, Praha : NF Distribuce, 2014 ISBN 978-80-905564-1-6, napsal s Markétou Šichtařovou. Kniha byla oceněna v prestižní anketě Magnesia Litera 2015[18], když získala cenu čtenářů.
- Zlatý poklad, Praha : NF Distribuce, 2015 ISBN 978-80-905564-3-0, napsal s Markétou Šichtařovou.
- Jak to vidí Šichtařová, Praha : NF Distribuce, 2016 ISBN 978-80-905564-6-1, napsal s Markétou Šichtařovou.
- Robot na konci tunelu: Zpráva o podivném stavu světa a co s tím, NF Distribuce 2017 , ISBN 978-80-88200-04-8, napsal s Markétou Šichtařovou.
- S androidkou v posteli, NF Distribuce 2019, ISBN 978-80-88200-12-3, napsal s Markétou Šichtařovou
- Jak nepřijít o peníze: aneb průvodce v dobách bouřlivých, NF Distribuce 2020, ISBN 978-80-88200-16-1, napsal s Markétou Šichtařovou
- Do důchodu s plnou kapsou: aneb Poodhalená budoucnost, NF Distribuce 2021, ISBN 978-80-88200-24-6,  napsal s Markétou Šichtařovou